# Молдасанов Жолсейт
Жолсейт Молдасанов (12 червня 1930, село Тогизбулак, тепер Кегенського району Алматинської області, Казахстан — 7 липня 2015, Кегенський район Алматинської області, Казахстан) — радянський державний діяч, новатор виробництва, старший чабан радгоспу «Каркаринський» Кегенского району Алма-Атинської області Казахської РСР. Депутат Верховної ради Казахської РСР. Член Центральної Ревізійної Комісії КПРС у 1971—1981 роках. Герой Соціалістичної Праці (6.09.1973).

## Життєпис
Народився в родині тваринника. З дитячих років допомагав батькові і старшим братам пасти овець.
У 1943—1956 роках — помічник чабана, чабан, старший чабан конезаводу № 50 Кегенського району Алма-Атинської області Казахської РСР.
З 1956 року працював старшим чабаном радгоспу «Каркаринський» Кегенського району Алма-Атинської області, стабільно збільшуючи приплід молодняка і настриг вовни в своїй отарі овець.
Член КПРС з 1959 року.
У 1964 році закінчив заочно середню школу.
У 1971 році Жолсейт Молдасанов отримав 158 ягнят на кожні 100 вівцематок, в 1972 році — по 160 ягнят, в 1973 році — по 171 ягняті, настриг вовни в його отарі доходив до 4,5 кілограма з кожної вівці. Планові завдання 9-ї п'ятирічки (1971—1975) він виконав за 3 роки.
Указом Президії Верховної Ради СРСР від 6 вересня 1973 року за великі успіхи, досягнуті у Всесоюзному соціалістичному змаганні, і виявлену трудову доблесть у виконанні прийнятих зобов'язань із збільшення виробництва та заготівель продуктів тваринництва в зимовий період 1972—1973 років, Молдасанову Жолсейту присвоєно звання Героя Соціалістичної Праці з врученням ордена Леніна і золотої медалі «Серп і Молот».
У наступні роки Ж. Молдасанов стабільно забезпечував високі результати, в 1978 році він отримав по 176 ягнят від кожної сотні вівцематок.
Разом із дружиною (мати-героїня) виховали десятьох дітей.
Помер 7 липня 2015 року.

## Нагороди і звання
- Герой Соціалістичної Праці (6.09.1973)
- два ордени Леніна (22.03.1966; 6.09.1973)
- орден Жовтневої Революції (8.04.1971)
- медаль «За трудову доблесть» (18.02.1964)
- медалі
- Державна премія СРСР (1985)
- Заслужений працівник сільського господарства Казахської РСР (1965)